# (9975) Takimotokoso
(9975) Takimotokoso (1993 RZ1) – planetoida z pasa głównego asteroid okrążająca Słońce w ciągu 3,87 lat w średniej odległości 2,46 j.a. Odkryta 12 września 1993 roku.